# تاونسند هاريس
تاونسند هاريس (بالإنجليزية: Townsend Harris)‏ (3 أكتوبر 1804 - 25 فبراير 1878)، تاجر وسياسي ناجح من مدينة نيويورك، وأول قنصل عام أمريكي لليابان. تفاوض بين الولايات المتحدة واليابان في «معاهدة هاريس» (معاهدة الصداقة والتجارة). ويعود له الفضل كأول دبلوماسي يفتح إمبراطورية اليابان للتجارة الخارجية والثقافة في فترة إيدو.

## روابط خارجية
- تاونسند هاريس على موقع الموسوعة البريطانية (الإنجليزية)